# Careproctus patagonicus
Careproctus patagonicus is een straalvinnige vissensoort uit de familie van snotolven (Cyclopteridae). De wetenschappelijke naam van de soort is voor het eerst geldig gepubliceerd in 2000 door Matallanas & Pequeño.